# NGC 6231
إن جي سي 6231 (NGC 6231) هو  عنقود مفتوح بالقرب من زيتا العقرب. زيتا1 (إتش أر 6262) هو جرم في هذه المجموعة. (إشراقا الظاهر شريك زيتا2 (HR 6271), هو فقط 150 ly من الأرض وذلك ليس مجموعة الأعضاء.)
يقدر عمر هذه المجموعة بحوالي 2-7 مليون سنة،  و هو يقترب من النظام الشمسي بسرعة 22 كم/ن. الكتلة ينتمي إلى برج العقرب OB1 المجاورة لذراع القوس من درب التبانة. زيتا1 العقرب (النوع الطيفي O8 و حجم 4.71.) هو ألمع نجم في الجموعة ومن أكثر اشعاعا من النجوم المعروفة في المجرة.

## وصلات خارجية
- SEDS
- NGC 6231 في DOCdb (السماء العميقة المراقب رفيق)

- NGC 6231 على موقع ويكي سكاي: DSS2, SDSS, GALEX, IRAS, Hydrogen α, X-Ray, Astrophoto, Sky Map, Articles and images

1. ↑  VizieR (بالإنجليزية), QID:Q1662358
2. ↑  Kuhn، M. A.؛ Medina، N.؛ Getman، K. V.؛ وآخرون (2017). "The Structure of the Young Star Cluster NGC 6231. I. Stellar Population". The Astronomical Journal. ج. 154 ع. 3. arXiv:1706.00017. Bibcode:2017AJ....154...87K. DOI:10.3847/1538-3881/aa76e8.{{استشهاد بدورية محكمة}}:  صيانة الاستشهاد: دوي مجاني غير معلم (link)
3. ↑  Sky Catalogue 2000.0
4. ↑  Crossen & Tirion, Binocular Astronomy, p. 119.